# Bumerang (vehicle blindat)
El Bumerang (Boomerang), en rus Бумеранг, és una plataforma per a vehicles blindats de combat amfibis sobre rodes d'origen rus. Està dissenyat per substituir els blindats BTR-80 i BTR-82A, també sobre rodes, que estan en actiu des de la dècada dels 80.
Amb un disseny modular d'aproximadament 20 tones, el Bumerang és l'opció més lleugera per al transport de tropes, superat per les plataformes pesants Kurganets-25 i Armata. Actualment només hi ha una variant, que fa la funció de transport blindat de personal, però també es preveu utilitzar el xassís com a ambulància, post de comandament, vehicle de reconeixement...
Desvelat per primer cop a l'exhibició de defensa Russian Arms Expo 2013 a Nijni Taguil. Actualment ja s'ha equipat una unitat russa, que desfilarà per primer cop durant el Dia de la Victòria de l'any 2015.

## Referències

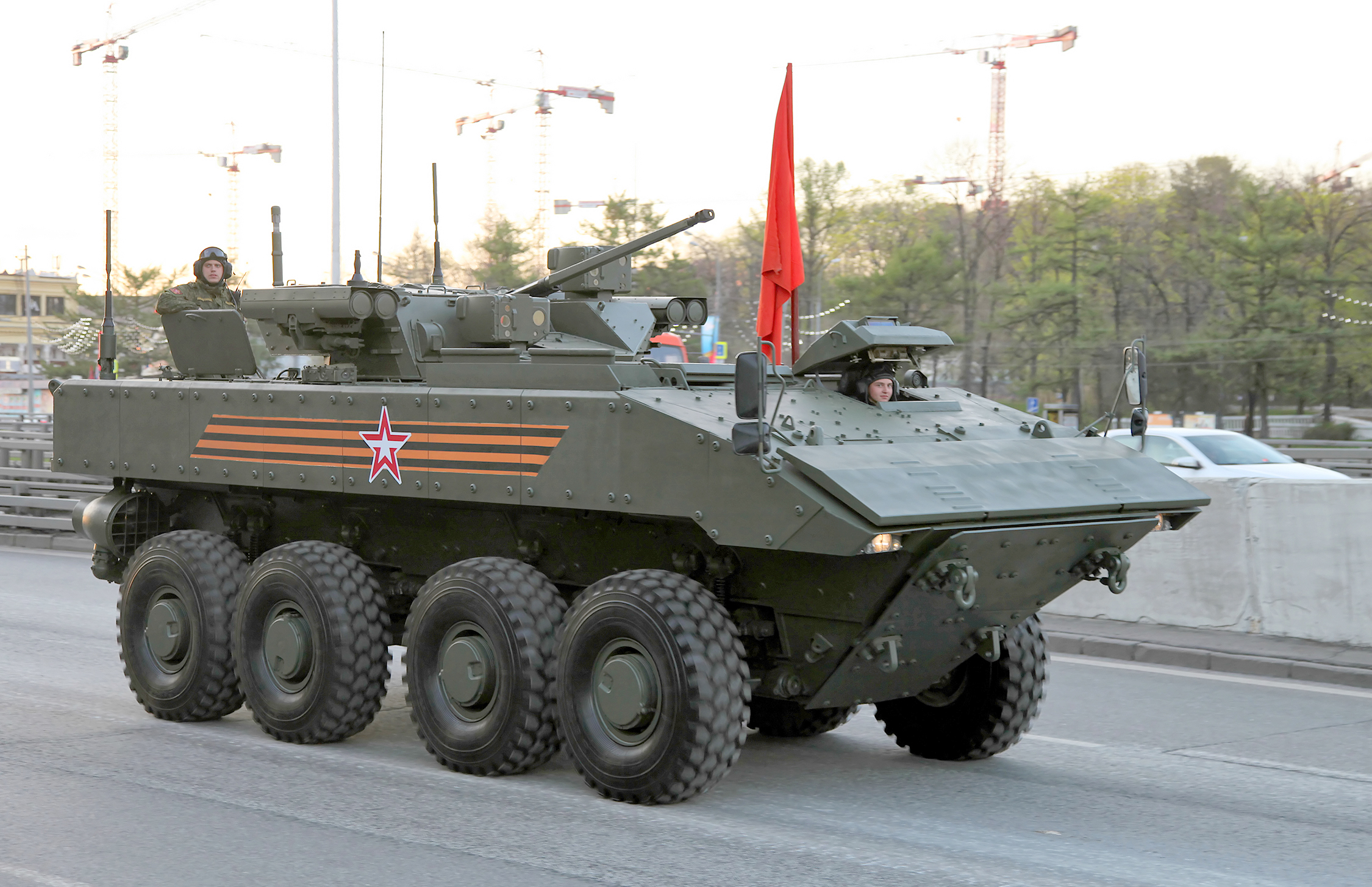
Un transport blindat de personal Bumerang preparant-se per la desfilada del Dia de la Victòria del 2015.